# Định lý Pascal

Đường thẳng Pascal GHK của lục giác nội tiếp một Elip ABCDEF. Các cạnh đối diện của một hình lục giác có cùng màu sắc.

Định lý Pascal (còn được biết đến với tên định lý lục giác huyền bí) là một định lý trong hình học phẳng đặt theo tên nhà toán học người Pháp là Blaise Pascal. Nội dung định lý khẳng định rằng cho sáu điểm bất kỳ {\displaystyle ABCDEF} trên một conic (ví dụ elip, parabol hoặc hyperbol) khi đó giao điểm của các cặp cạnh đối diện thẳng hàng. Đường thẳng này gọi là đường thẳng Pascal.

## Chứng minh
- Có nhiều cách chứng minh cho định lý này, ví dụ chứng minh bằng cách sử dụng định lý Ceva, định lý Menelaus, sử dụng số phức, hoặc bằng các phương pháp tọa độ.

## Kết quả liên quan
- Định lý Kirman: Đường thẳng Pascal của các lục giác {\displaystyle ABFDCE,AEFBDC} và {\displaystyle ABDFEC} đồng quy. Điểm đồng quy này gọi là điểm Kirman, tổng cộng có 60 điểm Kirman, trong đó có 3 điểm Kirman và một điểm Steiner nằm trên một đường thẳng, đường thẳng này gọi là đường thẳng Cayley [1][2][3]
- Định lý Steiner: Đường thẳng Pascal của các lục giác {\displaystyle ABCDEF,ADEBCF} và {\displaystyle ADCFEB} đồng quy. Điểm đồng quy này gọi là điểm Steiner, tổng cộng có 20 điểm Steiner, trong đó có 1 điểm Steiner và ba điểm Kirman nằm trên một đường thẳng, đường thẳng này gọi là  đường thẳng Caley [1][4][5]
- Điểm Salmon: Tổng cộng có 20 đường thẳng Caley, bốn đường thẳng Caley sẽ đồng quy tại một điểm gọi là điểm Salmon. Mỗi một điểm Salmon lại đối ngẫu với một đường thẳng gọi là đường thẳng Plücker.[6]

## Mở rộng và suy biến

### Mở rộng
- Định lý Cayley–Bacharach: Cho hai đường bậc ba C1 và C2 trong mặt phẳng xạ ảnh gặp nhau tại 9 điểm, tất cả chín điểm này đều nằm trong trường đóng đại số. Khi đó tất cả các đường bậc ba đi qua 8 điểm thì cũng đi qua điểm thứ 9.[7]

### Suy biến

Các trường hợp suy biến của định lý Pascal

- Định lý Pappus: Trường hợp đường conic suy biến thành hai đường thằng thì định lý Pascal trở thành định lý Pappus.
- Trường hợp lục giác suy biến thành ngũ giác: Cho ngũ giác {\displaystyle ABCDF} nội tiếp một đường conic, {\displaystyle M} là giao điểm của tiếp tuyến của đường conic tại {\displaystyle A} giao và đường thẳng {\displaystyle DF}, {\displaystyle N} là giao điểm của đường thẳng AB giao với đường thẳng {\displaystyle CD,P} là giao điểm của đường thẳng {\displaystyle BF} và đường thẳng {\displaystyle AC}. Thì {\displaystyle M,N,P} thẳng hàng.
- Trường hợp lục giác suy biến thành tứ giác: Cho tứ giác {\displaystyle ABCD} nằm trên một đường conic, M là giao điểm của tiếp tuyến của đường conic tại {\displaystyle A} và tiếp tuyến đường conic tại {\displaystyle B}. {\displaystyle N} là giao điểm của {\displaystyle AC} và {\displaystyle BD,P} là giao điểm của {\displaystyle AD} và {\displaystyle BC}, thì {\displaystyle M,N,P} thẳng hàng.
- Trường hợp lục giác suy biến thành tam giác: Cho tam giác ABC tiếp tuyến của đường tròn ngoại tiếp tam giác {\displaystyle ABC} tại {\displaystyle A,B,C} cắt các cạnh {\displaystyle BC,CA,AB} lần lượt tại {\displaystyle A_{1},B_{1},C_{1}} khi đó {\displaystyle A_{1},B_{1},C_{1}} thẳng hàng.

## Tính chất của lục giác và đường thẳng Pascal
- Cho lục giác {\displaystyle ABCDEF}, gọi {\displaystyle G=AB\cap DE}, {\displaystyle H=AF\cap CD}, {\displaystyle K=EF\cap CB} như hình vẽ đầu tiên. Khi đó sáu đỉnh của lục giác nội tiếp một đường conic nếu và chỉ nếu {\displaystyle G,H,K} thẳng hàng. Hai điều kiện đó tương đương với một hệ thức sau đây:[8]

{\displaystyle {\frac {\overline {GB}}{\overline {GA}}}\times {\frac {\overline {HA}}{\overline {HF}}}\times {\frac {\overline {KF}}{\overline {KE}}}\times {\frac {\overline {GE}}{\overline {GD}}}\times {\frac {\overline {HD}}{\overline {HC}}}\times {\frac {\overline {KC}}{\overline {KB}}}=1.}